# Altaïr Ibn-La'Ahad
Altaïr Ibn-La'Ahad (en arabe : الطائر ابن لاأحد, qui signifie « L'oiseau, fils de personne ») est un personnage fictif de la série Assassin's Creed. Altaïr était un maître assassin pendant la troisième croisade en 1191,. Il est l'un des principaux membres de l'Orde des Assassins et il est le principal protagoniste d'Assassin's Creed, Assassin's Creed: Altaïr's Chronicles et Assassin's Creed: Bloodlines. Altaïr partage également le rôle de protagoniste avec Ezio Auditore da Firenze dans Assassin's Creed: Revelations et il est jouable une fois dans Assassin's Creed II.

## Biographie
Altaïr Ibn-La'Ahad (1165–1257) est né d'un père syro-musulman, Umar Ibn-La'Ahad, et de sa femme, Maud, décédée de complications lors de l'accouchement. Umar a ensuite été exécuté par les forces de Saladin quand il a été révélé qu'il avait participé à une mission pour assassiner le souverain, ce qui a conduit Umar à tuer un noble qui l'avait attrapé. Il s'est laissé exécuter et la dernière chose qu'il a entendue a été la voix de son fils qui pleurait pour lui.
Au fil des années, Altaïr est devenu un assassin qualifié, il a donc dû perdre un doigt. Il a une fois dirigé la reprise de Masyaf après la capture d'Al Mualim, le mentor de l'Ordre, ce qui lui a valu le respect de ses compagnons assassins. Il a ensuite été envoyé en mission au Temple de Salomon pour récupérer un artefact caché. La mission a été un échec car Altaïr a brisé les principes de l'Ordre et a laissé ses compagnons assassins faire face aux Templiers seuls, après avoir été rejeté de la pièce par Robert de Sablé. Altaïr s'est enfui à Masyaf pour signaler son échec mais a été suivi, ce qui a entraîné l'attaque de Masyaf par les Templiers. Les Assassins ont pu repousser leurs ennemis, mais Altaïr a été puni en étant poignardé par Al-Mualim.
Plus tard, Altaïr s'est réveillé et a découvert qu'il avait été dépouillé de son rang, mais Al-Mualim lui a dit qu'il pourrait le récupérer s'il arrivait à tuer neuf Templiers en Terre Sainte. Altaïr a pu assassiner les huit premiers, puis a découvert que sa dernière cible était Robert, lui-même. Il est ensuite retourné à Jérusalem où il a rencontré Robert. Cependant, en retirant le casque du Templier, il découvrit qu'il n'avait pas fait face à Robert mais à une femme. Il lui a permis de vivre et elle lui a dit que Robert s'était rendu à Arsuf. Altaïr a suivi et finalement tué Robert, qui a révélé qu'Al Mualim utilisait réellement Altaïr pour obtenir la Pomme d'Eden, un puissant artefact laissé par la Première civilisation. Altaïr est retourné à Masyaf, où Al Mualim a confirmé ce que Robert avait dit. Altaïr, aidé par un certain nombre d'autres assassins, s'est frayé un chemin vers Al Mualim, qui s'était habitué à l'artefact du temple de Salomon pour asservir le peuple de Masyaf. Altaïr et son mentor se sont affrontés et Altaïr l'a finalement tué, prenant sa place de mentor.
Après ces événements, Altaïr a finalement commencé à étudier l'artefact, connu sous le nom de Pomme d'Eden, et a enregistré ses conclusions dans un journal connu sous le nom de Codex. Il a également épousé Maria Thorpe, qui était le leurre de Robert de Sablé, après l'avoir convaincue de faire défection aux Templiers. Il avait deux fils, Darim et Sef Ibn-La'Ahad. Pendant ce temps, Altaïr a utilisé ce qu'il avait appris de la Pomme pour créer de nouvelles techniques et innovations pour les Assassins. Il a voyagé plus tard en 1222 à Xingqing dans l'ouest de Xia en Chine avec Maria, Darim et Qulan Gal pour assassiner Gengis Khan. Ils reviennent dix ans plus tard pour découvrir qu'Abbas, le rival d'Altaïr, a usurpé le contrôle de l'Ordre. Abbas a tenté de forcer Altaïr à lui donner la Pomme, révélant que Sef avait été exécuté et a dit qu'Altaïr l'avait ordonné. En colère, Altaïr a utilisé la pomme, mais Maria lui a dit d'arrêter, ce qui lui a valu d'être poignardée par l'un des assassins fidèles à Abbas. Altaïr et Darim ont fui Masyaf et Altaïr est tombé dans une profonde dépression. Des années plus tard, Altaïr a repris l'Ordre avec l'aide d'assassins dirigés par Tazim Al-Sayf, le fils de Malik.
Il a commencé à reconstruire l'Ordre, le divisant en petites "guildes" situées dans le monde entier et a commencé la construction d'une grande bibliothèque cachée sous Masyaf, scellée par cinq clés contenant ses souvenirs. Lorsque les explorateurs vénitiens, Niccolò et Maffeo Polo sont arrivés à Masyaf après avoir été invités par Altaïr et Darim, il leur a raconté ses expériences et a concrétisé son idée de diviser les Assassins en petits groupes avec leur aide. Plus tard, Masyaf a été attaqué par des Mongols et Altaïr a aidé les explorateurs à s'échapper en utilisant la pomme pour repousser les assaillants. Il a ensuite divisé ses livres en en donnant aux Polos et en en envoyant à Alexandrie. Il a également donné aux Vénitiens les clés de la mémoire de la bibliothèque, avant de s'enfermer dans la bibliothèque avec la Pomme. Dans la bibliothèque, Altaïr a enregistré un dernier souvenir sur une clé qu'il avait gardée avec lui et est décédé quelques instants après. Ses restes ont été retrouvés des siècles plus tard par l'assassin du XVIe siècle, Ezio Auditore da Firenze.

## Apparitions

### Dans la sérieAssassin's Creed
Le premier Assassin's Creed se déroule en 1191. Pendant la troisième croisade, les armées des croisés s'affrontent avec les Sarrasins, se disputant le contrôle de la ville sainte de Jérusalem. Altaïr est chargé par Al Mualim de trouver et de récupérer un objet sacré, le calice. On dit qu'il a le pouvoir d'unir sous un même drapeau toutes les factions de n'importe quel camp qui le possède, afin de gagner la bataille finale. Mais le Calice est un objet trop puissant pour être laissé entre les mains des seuls hommes, il doit être trouvé et détruit rapidement. Après avoir appris que le Calice est conservé à Jérusalem, Altaïr parvient à arriver avant le chef des Templiers, Robert de Sablé. Là, il sauve avec succès la Pomme d'Eden d'un groupe de Templiers. Il est révélé que le Calice est une femme nommée Adha, que Altaïr connaissait et éprouvait avant les événements du jeu. D'elle, il apprend que les Templiers ont payé Harash, le commandant en second des Assassins, pour trahir la Confrérie. Altaïr prévoit alors d'attaquer Alep (la forteresse Assassin), de tuer Harash et de s'enfuir avec Adha, mais après avoir traversé les gardes assassins de Harash et l'avoir tué, Adha est kidnappée par Robert et emmenée au port des Templiers à Acre.
Assassin's Creed: Bloodlines se déroule entre les événements des jeux Assassin's Creed et Assassin's Creed II. Le jeu se déroule sur l'île de Chypre, emmenant le joueur dans deux de ses villes, Limassol et Kyrenia. Altaïr s'est rendu à Chypre depuis la Terre Sainte afin d'assassiner les derniers bastions des Templiers. Altaïr capture Maria comme prisonnière, mais elle s'échappe, avant d'être à nouveau capturée par Altaïr. Dans le roman Assassin's Creed: The Secret Crusade, la relation d'Altaïr et Maria est explorée plus en détail. Ils sont mariés et ont deux fils, Darim et Sef.
Dans Assassin's Creed: Revelations, Altaïr crée une immense bibliothèque cachée sous la forteresse Masyaf qui aurait des informations qui pourraient faire pencher la balance dans la guerre entre les Templiers et les Assassins. Ezio découvre que cinq serrures scellent la porte de la bibliothèque et que cinq « clés de Masyaf » doivent être trouvées pour ouvrir la bibliothèque. Chaque fois qu'Ezio trouve une clé de Masyaf, il accède par inadvertance à l'un des souvenirs d'Altaïr, délibérément stocké à l'intérieur de chaque clé. Au fur et à mesure qu'Ezio découvre de nouvelles clés, les souvenirs qu'elles contiennent détaillent la vie d'Altaïr. Par exemple, la dernière clé décrit un souvenir d'Altaïr au début des années 80, retournant à Masyaf pour tuer Abbas. Quand Ezio entre finalement dans la bibliothèque de Masyaf, il découvre un lieu sans livres ni écrits. Il n'y a que le squelette d'Altaïr, tenant la sixième clé de Masyaf et la Pomme d'Eden sur un piédestal au fond de la pièce. Ezio choisit de quitter la pomme, « ayant vu assez pour une vie ».

### Autres apparitions
- Dans Academy of Champions: Soccer, Altaïr apparaît comme un personnage jouable[9].
- Dans le jeu vidéo Metal Gear Solid 4: Guns of the Patriots, Solid Snake peut se déguiser avec la tenue d'Altaïr.
- Dans le jeu vidéo Prince of Persia (2008), la tenue d'Altaïr est déverrouillable.
- La tenue d'Altaïr apparaît également dans le jeu vidéo Rayman Raving Rabbids 2.
- Dans le jeu vidéo The Saboteur, le joueur peut obtenir un trophée Altaïr.
- Dans le jeu vidéo The Witcher 2: Assassins of Kings, il y a un easter egg qui montre Altaïr mort dans une botte de foin.
- La tenue d'Altaïr apparaît comme une tenue pour Noctis dans le DLC "Assassin's Festival" de Final Fantasy XV.

## Accueil
Le personnage a été généralement bien reçu. En 2008, The Age a classé Altaïr comme le quatrième plus grand personnage Xbox de tous les temps, déclarant : « Tout le monde n'était pas super amoureux d'Assassin's Creed, mais nous n'avons que du respect pour son protagoniste ... Si tout le jeu avait été aussi et brillant que lui, nous aurions certainement ressenti très différemment Assassin's Creed. ». Le Guinness World Records Gamer Edition 2011 répertorie le personnage comme le 30e personnage de jeu vidéo le plus populaire. Il a été élu comme le neuvième personnage principal de la décennie 2000 par les lecteurs de Game Informer.
IGN a décerné le prix Stars Badasssss 2007 ! à Altaïr. En 2008, Mikel Reparaz de GamesRadar l'a classé comme le sixième meilleur assassin du jeu vidéo, déclarant : « Talents cool mis à part, Altaïr est un personnage assez convaincant à part entière, sortant progressivement de sa phase d'arrogante pour devenir plus humble et altruiste. Pendant ce temps, il commence à remettre en question la moralité de ce qu'il fait, ce que peu d'autres assassins de cette liste font. ». Cette même année, Jesse Schedeen d'IGN a répertorié Altaïr comme l'un des combattants qu'il dans le jeu de combat ultime. En 2009, il s'est classé premier sur la liste de FHM des tueur à gages les plus mémorables dans le jeu vidéo. Game Informer l'a intégré dans leur collection 30 personnages qui ont défini une décennie, avec Joe Juba expliquant que « la montée en puissance d'Altaïr n'est pas moins dramatique et impressionnante que celle d'Ezio — c'est juste que la plupart de sa transformation en un maître assassin hors pair a eu lieu hors écran. ».
D'autre part, la performance vocale de Philip Shahbaz, en particulier son accent américain, a été critiquée. Hilary Goldstein de IGN a qualifié la voix de Altaïr d'« abyssale », ajoutant qu'il « parle avec un accent américain et sonne comme s'il auditionnait pour un théâtre ». Joey Guacamole de ZTGD a offert une opinion similaire dans sa critique du jeu, le qualifiant de l'une des pires performances de doublage de mémoire récente. Kevin Vanord de GameSpot était un peu moins critique à l'égard de la performance de Shabaz, écrivant qu'il faisait un travail « convenable » en tant qu'Altaïr, mais le trouvait toujours en dessous des autres acteurs du jeu. Certains critiques ont également pris note de sa trame de fond non divulguée dans le jeu original. Will Tuttle de GameSpy, en comparant le personnage à Ezio Auditore, a écrit que même si Altaïr était « indéniablement un dur à cuire », le manque de trame de fond le rendait inintéressant. IGN, en utilisant les résultats d'un sondage et des commentaires, a également répertorié Altaïr comme le neuvième personnage de jeu vidéo le plus surestimé.